# Bir Lehlu

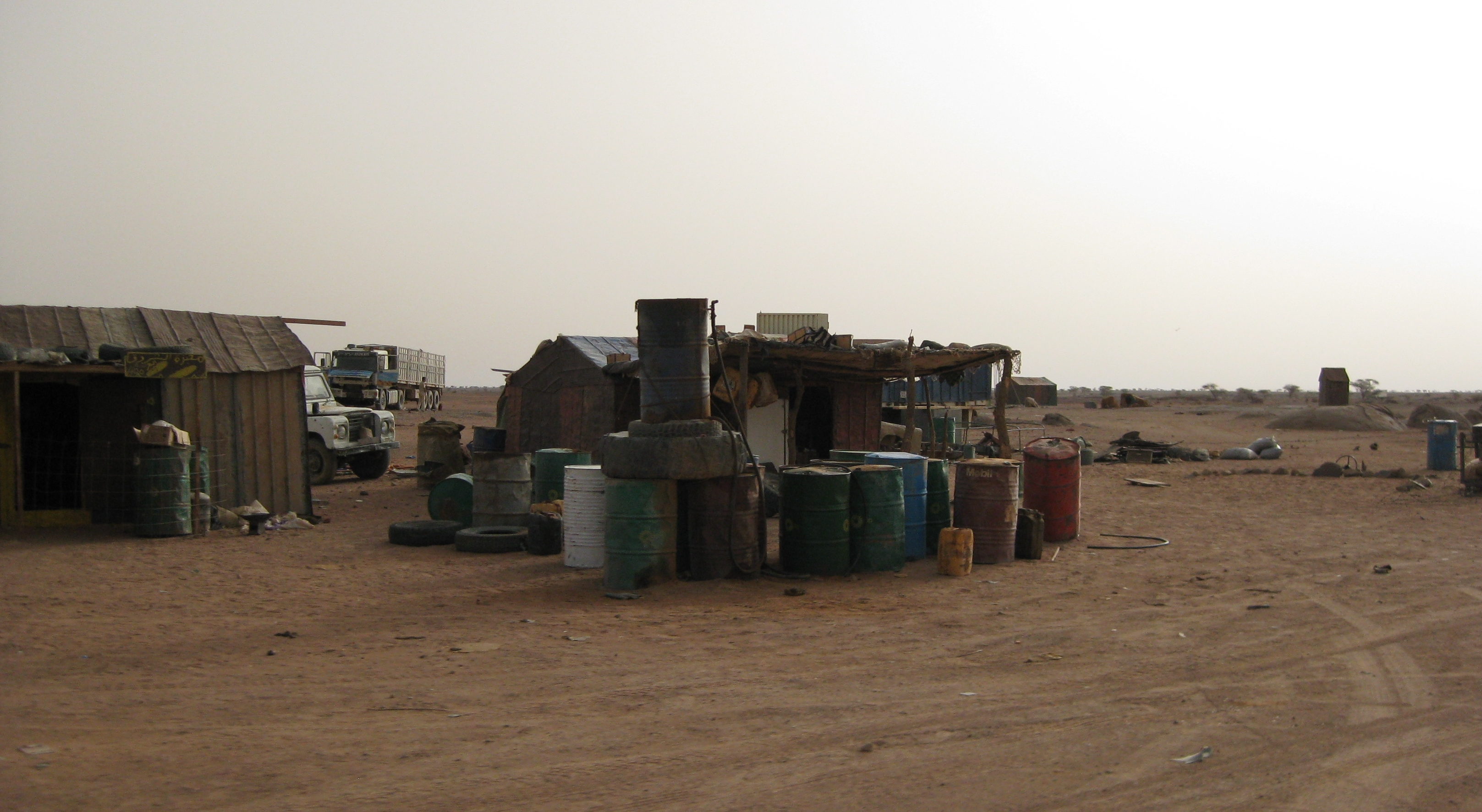
Gasolinera en Bir Lehlu.

Bir Lehlu (en árabe: بير لحلو‎) es una pequeña localidad en el noreste del Sahara Occidental,  a 236 km de Esmara, cerca de la frontera mauritana y al este del muro fronterizo situada en los territorios controlados por el Frente Polisario, denominados Zona Libre. Hasta 1976 perteneció al Sahara español.

## Toponimia
El nombre Bir Lehlu es una transcripción del árabe dialectal hassanía, y significa la bella fuente o manantial. La transcripción árabe estándar sería bi'r al-hilw (بئر الحلوة).

## Equipamientos
Consta de un hospital militar llamado Castilla la Mancha y el colegio José Ramón Diego Aguirre, en honor al coronel e historiador español, que fue miembro del Gobierno del Sáhara Español desde 1966 hasta 1976 y es autor de numerosas publicaciones sobre el Sáhara Occidental.
Cuenta con una farmacia, una escuela y una mezquita. 

## Política
Es la capital provisional de la República Árabe Saharaui Democrática (RASD), mientras que la capital histórica (y oficial según la constitución de la RASD) del Sahara Occidental, El Aaiún, siga bajo control marroquí. Es también el lugar donde El-Uali Mustafa Sayyid proclamó la RASD con una emisión radiofónica el 27 de febrero de 1976, tras la decisión tomada por el Consejo Provisional Nacional Saharaui. Sigue siendo también sede del centro emisor de la Voz del Sáhara, Radio Nacional de la República Árabe Saharaui Democrática. Algunas fuentes indican también que Bir Lehlu es el lugar de nacimiento de El-Uali, aunque este hecho parece lejos de estar probado.[cita requerida]
Es la cabeza de la 5.ª región militar de la República Árabe Saharaui Democrática y fue la capital temporal de la RASD hasta que Tifariti se convirtió en la capital temporal en 2008. También es el nombre de una Daïra de la Wilaya de Smara, en los campamentos de refugiados saharauis.
En marzo de 2016, recibió la visita de Ban Ki-Moon, siendo el primer secretario general de la ONU que visita los territorios liberados que controla la RASD. Fue recibido por el alcalde de la localidad y fue el comienzo de una serie de actos enmarcados en el 40.º aniversario de la proclamación del estado saharaui.

## Cambio climático
Un artículo de 2019 publicado en PLOS One estimó que bajo la Trayectoria de Concentración Representativa 4.5, es un escenario "moderado" de cambio climático en el que el calentamiento global alcanza ~2.5-3 °C (4.5-5.4 °F) para 2100, el clima de Bir Lehlou en el año 2050 se parecería más al clima actual de Kuwait. La temperatura anual aumentaría en 2,1 °C (3,8 °F), y la temperatura del mes más cálido en 4,2 °C (7,6 °F),  mientras que la temperatura del mes más frío aumentaría en 3,9 °C (7,0 °F). Según Climate Action Tracker, la trayectoria actual del calentamiento parece consistente con 2,7 °C (4,9 °F), lo que coincide estrechamente con la Trayectoria de Concentración Representativa.

## Personajes destacados
El-Ouali Mustapha Sayed, líder nacionalista saharaui, cofundador y segundo secretario general del Frente Polisario y primer presidente de la República Árabe Saharaui Democrática.

## Hermanamientos
| - Arceniega (España) - Batna (Argelia) - Benalúa de las Villas (España) - Bientina (Italia) - Campi Bisenzio (Italia) - Capraia e Limite (Italia) - El Oued (Argelia) - Ica (Perú) - Montemurlo (Italia) - Monteroni d'Arbia (Italia) - Montevarchi (Italia) | - Novelda (España) - Pozuelo de Alarcón (España) - Prato (Italia) - Puerto Maldonado (Perú) - La Rinconada (España) - Sagunto (España) - San Piero a Sieve (Italia) - Tolosa (España) - Tomelloso (España) - Valle de Trápaga (España) - Vecchiano (Italia) |